# Marc-Luis Rainer
Marc-Luis Rainer (* 22. September 1999 in Zell am See) ist ein österreichischer Nordischer Kombinierer.

## Werdegang
Rainer, der für den SK Saalfelden-Salzburg startet, begann schon mit acht Jahren mit dem Biathlon, wechselte aber nur zwei Jahre später zum Skispringen und startete daraufhin seine Ausbildung als Nordischer Kombinierer. Sein internationales Debüt gab er bei den Nordischen Skispielen der OPA 2014 in Gérardmer, wo er den Schülerwettkampf auf Rang 19 beendete. In den folgenden Jahren konkurrierte Rainer regelmäßig im Alpencup der OPA. Seine erste Medaille gewann er mit dem Team bei den Nordischen Skispielen der OPA 2016 in Tarvis und Villach, als er gemeinsam mit Alexander Schuster, Johannes Gschier und Mika Vermeulen die deutsche und französische Staffel auf die Plätze verwies.
Nachdem Rainer Mitte Dezember 2017 in Seefeld als Zweiter erstmals das Podest im Alpencup erreicht hatte, debütierte er drei Wochen später in Høydalsmo im Continental Cup. Dort gelang ihm direkt der Sprung in die Punkteränge. Wenige Tage später belegte er den zweiten Platz beim Alpencup-Wettbewerb in Schonach, womit er sich für die Nordischen Junioren-Skiweltmeisterschaften in Park City qualifizierte. Gemeinsam mit Samuel Mraz, Florian Dagn und Mika Vermeulen wurde er Juniorenweltmeister mit der Staffel. In den Einzelwettbewerben reichte es zum neunten und 24. Platz. 
In der Saison 2017/18 ging er abwechselnd im Alpencup sowie im Continental Cup an den Start, wurde letztlich aber nicht für die Juniorenweltmeisterschaften 2018 nominiert. In der Continental-Cup-Gesamtwertung belegte er Rang 51. Auch im folgenden Winter trat Rainer zunächst im Alpencup an, wo er sich jedoch nach einem dritten Rang in Schonach für die Nordischen Junioren-Skiweltmeisterschaften in Lahti empfehlen konnte. Während er im Sprint nicht aufgestellt wurde, gewann er mit der Staffel Bronze und wurde im Gundersen Einzel Vierzehnter. 
Beim Gundersen Einzel in Oberwiesenthal im Rahmen des Grand Prix 2019 gewann Rainer bei seinem Debüt seine ersten Grand-Prix-Punkte. Sein bestes Ergebnis stellte der dreizehnte Platz in Tschagguns dar. In der Gesamtwertung belegte er den 48. Rang. Bei den Auftaktwettbewerben des Continental Cups 2019/20 in Park City erreichte Rainer konstant die Punkteränge. Daraufhin wurde er für die nationale Gruppe beim Heim-Weltcup Mitte Dezember 2019 in der Ramsau nominiert. Nach einer durchwachsenen Sprungleistung belegte er den 39. Platz. Im weiteren Saisonverlauf trat er wieder im Continental Cup an, in dessen Gesamtwertung er den 42. Platz belegte.

## Persönliches
Rainer ging auf die Skihauptschule Saalfelden. Anschließend besuchte er von 2014 an das Skigymnasium Stams. 2018 schloss er die Handelsschule ab.

## Statistik

### Grand-Prix-Platzierungen
| Saison | Platz | Punkte |
| ------ | ----- | ------ |
| 2019   | 48.   | 022    |
| 2021   | 38.   | 015    |

### Continental-Cup-Platzierungen
| Saison  | Platz | Punkte |
| ------- | ----- | ------ |
| 2016/17 | 60.   | 043    |
| 2017/18 | 51.   | 075    |
| 2018/19 | 66.   | 026    |
| 2019/20 | 42.   | 075    |
| 2020/21 | 17.   | 219    |
| 2021/22 | 06.   | 463    |
| 2022/23 | 32.   | 076    |